# Carl Ronald Kahn
Carl Ronald Kahn (Louisville, 14 de janeiro de 1944) é um médico estadunidense.